# Teixeiras (kommun)
Teixeiras är en kommun i Brasilien.   Den ligger i delstaten Minas Gerais, i den sydöstra delen av landet, 800 km sydost om huvudstaden Brasília. Antalet invånare är 11 346.
Följande samhällen finns i Teixeiras:
- Teixeiras

Omgivningarna runt Teixeiras är huvudsakligen savann. Runt Teixeiras är det ganska tätbefolkat, med 70 invånare per kvadratkilometer.